# Salat Olivier

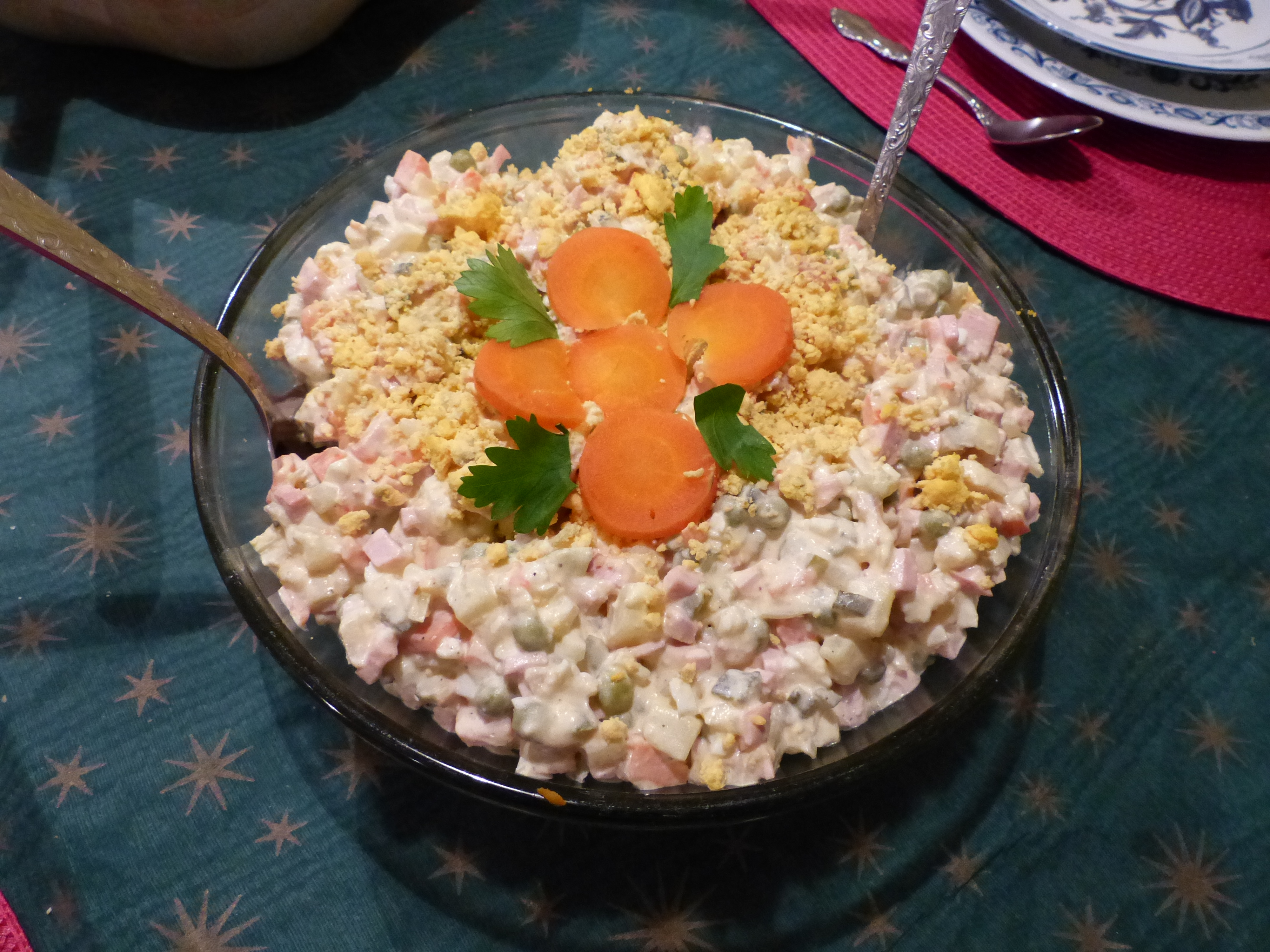
Oliviersalat nach heutiger Zubereitungsweise

Der Salat Olivier  oder Oliviersalat (auch Olivje geschrieben, russisch салат Оливье salat Oliwje) ist eine Festtagsspeise der sowjetischen und russischen Küche, die in der Regel zu Neujahrs- und anderen Feierlichkeiten als Vorspeise serviert wird.

## Geschichte

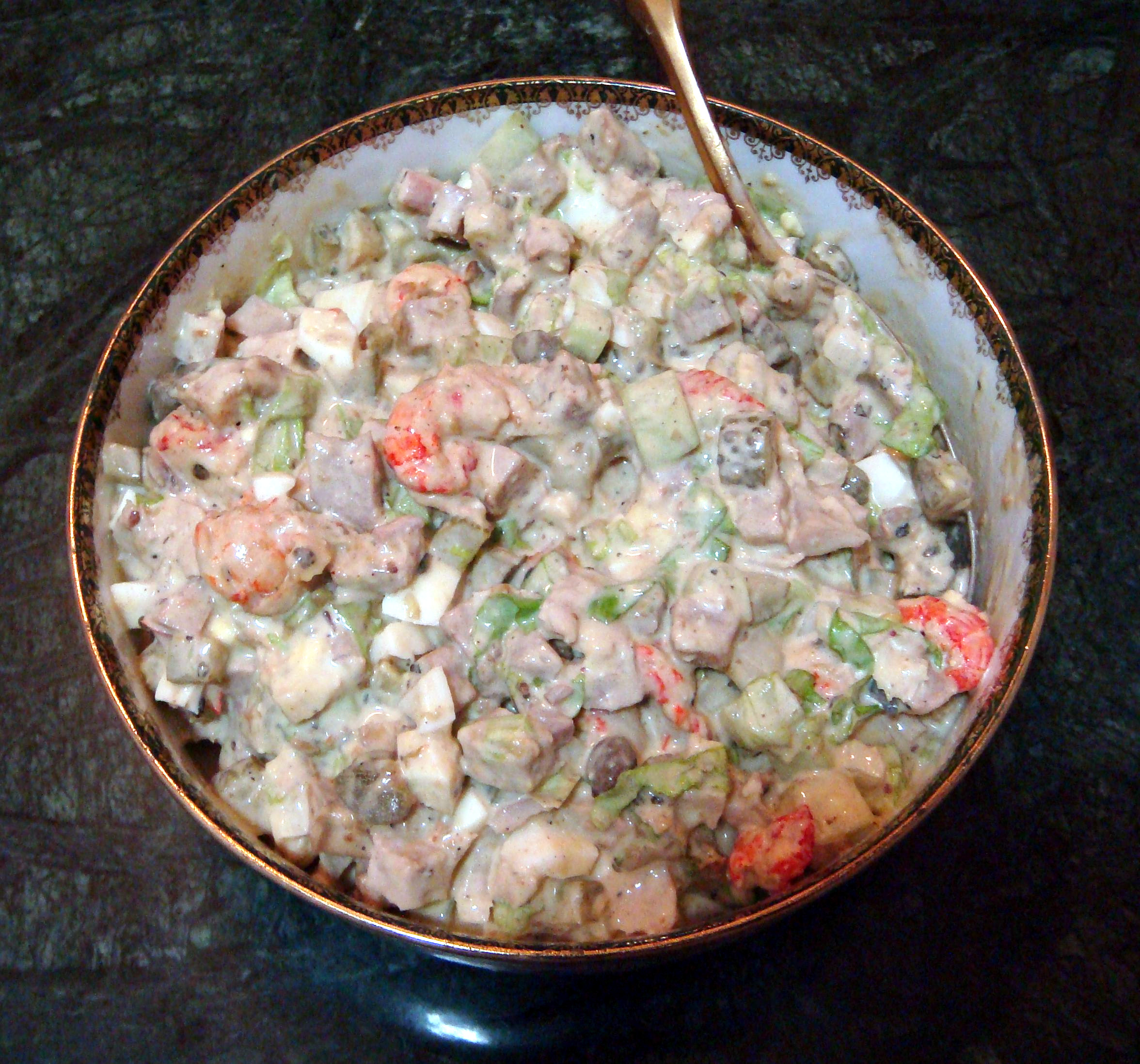
Zubereitung nach einer dem ursprünglichen Rezept von Lucien Olivier nachempfundenen Art

Der Salat Olivier ist eine Salatkreation des belgisch-französischen Kochs Lucien Olivier, die in den 1860er Jahren im Russischen Kaiserreich entstand, als dieser in Moskau ab 1864 das französische Restaurant Ermitage (russisch Эрмитаж) betrieb. Eine der bekanntesten Spezialitäten dieses Restaurants war ein Salat, dessen Sauce von den Moskauern besonders geschätzt wurde. Das Rezept für die Zubereitung der Sauce war nur Olivier selbst bekannt und wurde streng geheim gehalten. Ende des 19. Jahrhunderts kopierte ein russischer Koch, der zuvor in Oliviers Restaurant gearbeitet hatte, das Salatrezept und nutzte das Know-how nun in einem anderen Restaurant, wo nun ein ähnlicher Salat unter dem Namen Столичный ‚Hauptstädter Salat‘ angeboten wurde. Allerdings gelang es dem Koch nicht, das vollständige Rezept der Sauce auszuspionieren. Dieses blieb ein Geheimnis, das Lucien Olivier mit ins Grab genommen hat.
Nach Oliviers Tod wurde das Originalrezept immer seltener verwendet und geriet nach und nach in Vergessenheit. Die Bezeichnung „Salat Olivier“ jedoch etablierte sich im russischen Sprachraum. Heute existieren in Russland unter diesem Namen verschiedene gängige Zubereitungsrezepte der meist gleichen obligatorischen Zutaten: Gekochte und klein geschnittene Kartoffeln, Salzgurken, gekochtes Hähnchen- oder Rindfleisch, hart gekochte Eier, gekochte Karotten, grüne Erbsen und eine gewöhnliche Salatmayonnaise oder eine andere Salatsoße.
Zu Sowjetzeiten verwandelte sich die mittlerweile als Salat Olivier bekannte Speise von der vormals exklusiven Delikatesse zum Festtagsessen mit vergleichsweise einfacher Rezeptur. In der Folge hat es sich eingebürgert, den Salat zum reich gedeckten Tisch am Neujahrsfest zu servieren, das in Russland traditionell besonders ausgiebig gefeiert wird, während das erst sieben Tage später stattfindende orthodoxe Weihnachtsfest eher in dessen Schatten steht. Bis heute gilt der Salat Olivier in Russland als der beliebteste Salat unter den russischen Spezialitäten und ist dort auch als Fertiggericht erhältlich.
International sind zahlreiche Variationen und Interpretationen des Salat Olivier als Russischer Salat bekannt.

## Zusammensetzung
Der Salat enthielt ursprünglich Fleisch wilder Haselhühner, Kalbszunge, schwarzen Kaviar, Blattsalat, gekochte Flusskrebse, kleine Gewürzgurken, Kapern sowie fein zerkleinerte, hartgekochte Eier und die oben erwähnte berühmt gewordene Soße, die von den Grundzutaten her der Mayonnaise ähnelte.

## Internationale Verbreitung
In der Persischen Küche ist der Salat als Sālād Olivieh bekannt und wird meist zu Geburtstagspartys serviert. Dies ist bei den Kindern besonders beliebt.